# Pro Evolution Soccer Management
Pro Evolution Soccer Management (também conhecido como PESM ou PES Manager/Management) é um jogo de estratégia de futebol, lançado em 2006 pela Konami. É o primeiro jogo do tipo na série Pro Evolution Soccer.

## Jogabilidade
O jogo traz 116 clubes de 6 ligas diferentes, atualizados na temporada 2005-06 (portanto, os mesmos de Pro Evolution Soccer 5), onde você deve selecionar o time que quer treinar, assim você escolhe o número,seu(sua) assistente.Também você tem que ficar atento ao vencimento dos contratos dos jogadores  e tentar levar o seu clube a vencer todas as competições. Estão disponíveis todos os clubes das seguintes ligas:
- Premier League da Inglaterra.
- La Liga da Espanha.
- Serie A da Itália.
- Bundesliga da Alemanha.
- Ligue 1 da França.
- Eredivisie da Holanda.

## Futuro
É muito pouco provável que seja lançada uma sequência deste jogo, devido à falha inicial e recepção negativa deste no mundo. No entanto, é provável que alguns fãs de Pro Evolution Soccer considerem Let's Make a Soccer Team!, da Sega, como um sucessor espiritual, devido às suas semelhanças familiares, de estilo e funcionalidade, além de possuir um banco de dados maior, contando com segundas divisões para cada uma das ligas jogáveis e um amplo banco de equipes e seleções do resto da Europa e do mundo, para competições internacionais.